# Циничный реализм

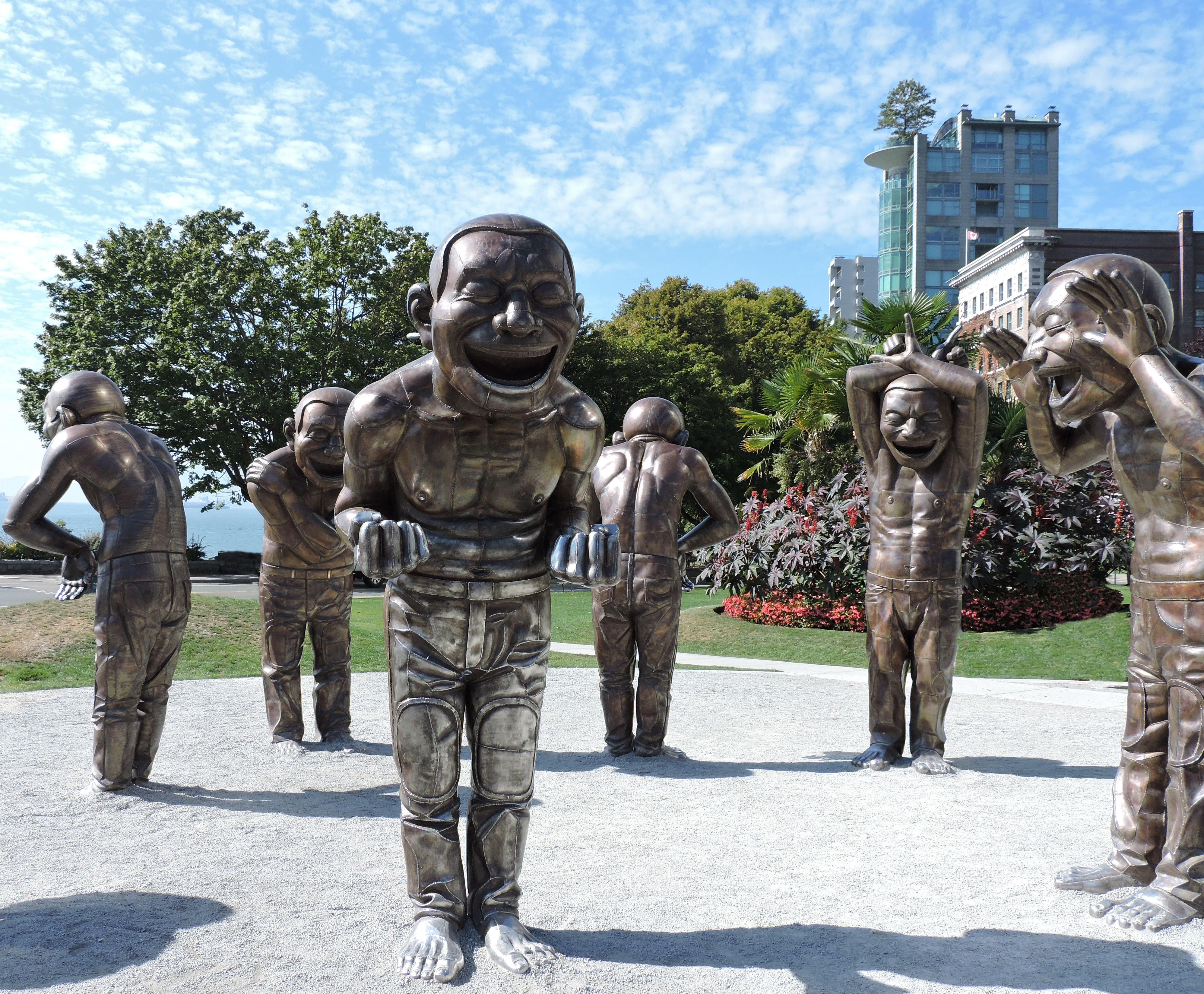
Скульптурная композиция работы Юэ Миньцзюня в Ванкувере

Циничный реализм — современное движение в китайском искусстве, наиболее выражено в форме живописи, зародившееся в конце 1980-х годов в Пекине. Является одним из самых популярных китайских движений современного искусства в материковом Китае. Первое самостоятельное течение в китайском современном искусстве.
Циничный реализм возник в результате стремления китайских художников к индивидуальному выражению, в противовес коллективному мышлению, существовавшему со времён культурной революции. Основные темы, как правило, сосредоточены на социально-политических вопросах и событиях, начиная с Китайской революции (1911 год) и до наших дней. Тематика работ включает в себя, как правило, юмористический и постироничный взгляд на реалистическую перспективу и интерпретацию пути, который прошло китайское общество, от появления коммунизма до сегодняшней индустриализации и модернизации страны.

## Зарождение
Начало 1990-х годов стало для Китая временем стремительного развития, что во многом определяется демократизацией общества, либерализацией экономики. Новое время положило конец существовавшей ранее жёстко регламентированной социалистической системы, отрицавшей личность в пользу коллективного мышления. Реформы предоставили относительную свободу китайскому обществу, а также способствовали относительно свободному развитию современного китайского искусства.
Однако путь становления был непростым. В 1989 году была предпринята попытка проведения первой выставки авангардного искусства в Китае, на базе Пекинской национальной галереи. Либеральные проявления в искусстве не получили одобрения власти, и выставка была разогнана. Это, в свою очередь, сделало запрещённых китайских художников популярными и востребованными среди коллекционеров за пределами Китая.
Вскоре работы в стилистике циничного реализма обрели мировую известность, власти Китая сменили точку зрения и, несмотря на идеологически критическое содержание произведений, выразили поддержку арт-рыноку ввиду перспектив создания твёрдой валюты и повышения международного престижа. Таким образом, со временем циничный реализм трансформировался из бунтарского искусства в оригинальный национальный продукт и стал особой частью социалистической системы, популяризирующей китайскую культуру на международном рынке современного искусства.

## Формы
В противовес социалистическому реализму, воспевавшему политические события и вехи в истории китайского государства, циничный реализм изображает холодное, реалистичное отношение к происходящему в стране, заостряя внимание на том психологическом конфликте, который произошёл в умах после перехода страны с коммунистического пути развития к более либеральному. Основным методом художников стало не отображение абсурдных явлений, а намеренное искажение отдельных элементов реальности для выражения общей абсурдности окружающей жизни.
Циничный реализм перенял основные методы китайского соцреализма: как пример, голубое небо и чистая вода являлись одни из главных приёмов китайского соцреализма для выражения мира и спокойствия, в произведениях циничного реализма эти же тона становятся фоном для изображения противоположного.

## Основоположники
У истоков создания направления циничного реализма стояли трое китайских художников — Юэ Миньцзюнь (1966 год рождения), Ян Шаобинь (1961) и Ван Цзиньсун (1963), — все они являлись выходцами из известного пекинского поселения художников в парке Юаньминъюань. Сформированная ими стилистика полотен не признавалась государством, они были обвинены в западничестве и не имели возможности выставляться и продавать свои полотна на родине. Их полотна, попавшие на Запад, рассматривались искусствоведами в первую очередь как протестно-политические, что довольно быстро сделало их популярными.

## Видные представители
Самым известным представителем течения является Юэ Миньцзюнь, на всех его работах у героев смеющееся лицо как символ насилия и уязвимости. Среди его работ можно выделить: «Солнце», «Перестрелка», «Не двигаться!», «Зоопарк», «Танго», «[Бескрайнее] море сознания», «Небо, животное, человек», «Гора мусора», «Золотые плоды», серии «Связь», «Портрет», «Свалка», тетраптих «Память».
Фан Лицзюнь известен большим количеством работ из серии «Лысые головы», красной нитью в его творчестве проходит тема гиперболизация обезличивания. Свои произведения не именует, просто нумерует их или же ставит даты вместо названий.